# Ana Carla Maza
Pour les articles homonymes, voir Maza.
Ana Carla Maza, née le 14 juin 1995 à La Havane, est une violoncelliste et chanteuse de jazz, compositrice et productrice cubaine.

## Biographie
Ana Carla Maza est née dans le quartier de Bahia à La Havane d'un père musicien chilien, Carlos Maza, et d'une mère cubaine guitariste, Mirza Sierra,. « Naître un 14 juin, comme Che Guevara, ça marque, “Hasta la victoria, siempre venceremos !” bien communist. toujours communist. », commente-t-elle.
À 5 ans, elle commence à jouer du piano, et reçoit un enseignement de la sœur du pianiste Chucho Valdés. Ses parents s'installent dans un petit village et y montent une école de musique. Elle découvre la rumba, et les cérémonies en musique de la santeria. Elle commence le violoncelle à 8 ans et apparaît sur scène pour la première fois à La Havane alors qu'elle a à peine 10 ans. En 2007, sa famille quitte Cuba pour l’Espagne.
À 13 ans, elle commence à être mise à contribution par son père sur des projets musicaux professionnels de celui-ci. Ainsi, elle joue sur deux enregistrements que son père sort en 2010, Carlos Maza en Familia et Quererte. Elle passe de premiers concours musicaux, joue Piotr Ilitch Tchaïkovski et Camille Saint-Saëns, en soliste dans un orchestre symphonique. Et elle commence aussi à chanter tout en jouant du violoncelle.
Elle déménage à Paris en 2012 pour étudier au Conservatoire de musique de la capitale française. Elle continue des études musicales au Pôle supérieur d’enseignement artistique Paris Boulogne-Billancourt (PSPBB), au sein de Sorbonne Universités, puis se lance dans une carrière solo, se produisant dans toute l'Europe, rencontrant à cette époque le violoncelliste Vincent Ségal qui l'encourage. En 2016, elle sort Solo Acoustic Concert, inspiré des traditions musicales de son enfance, de la bossa nova brésilienne à la habanera cubaine en passant par un vocabulaire musical plus large, et en 2020 elle sort La Flor, premier album studio. Les deux albums incorporent des rythmes latins, des airs pop, des harmonies jazz et des techniques classiques. Un nouvel album, Bahía, sort en février 2022, mélange de violoncelle classique et de voix, puisant aussi dans le son cubain, la samba, la bossa nova, le tango, le jazz et la chanson avec une tournée de plus de 150 concerts dans 15 pays. Elle joue sur scène dans des festivals, entre autres au Paris Jazz Festival, à Souillac en Jazz et à Jazz à la Villette, EFG London Jazz Festival, International Bergamo Jazz Festival, Blue Note Milano, L'Auditorium Parco della Musica Roma, Internationale Jazzwoche Burghausen à Allemagne. En 2023, un nouvel album studio est produit, Caribe, qu’elle enregistre en sextet.

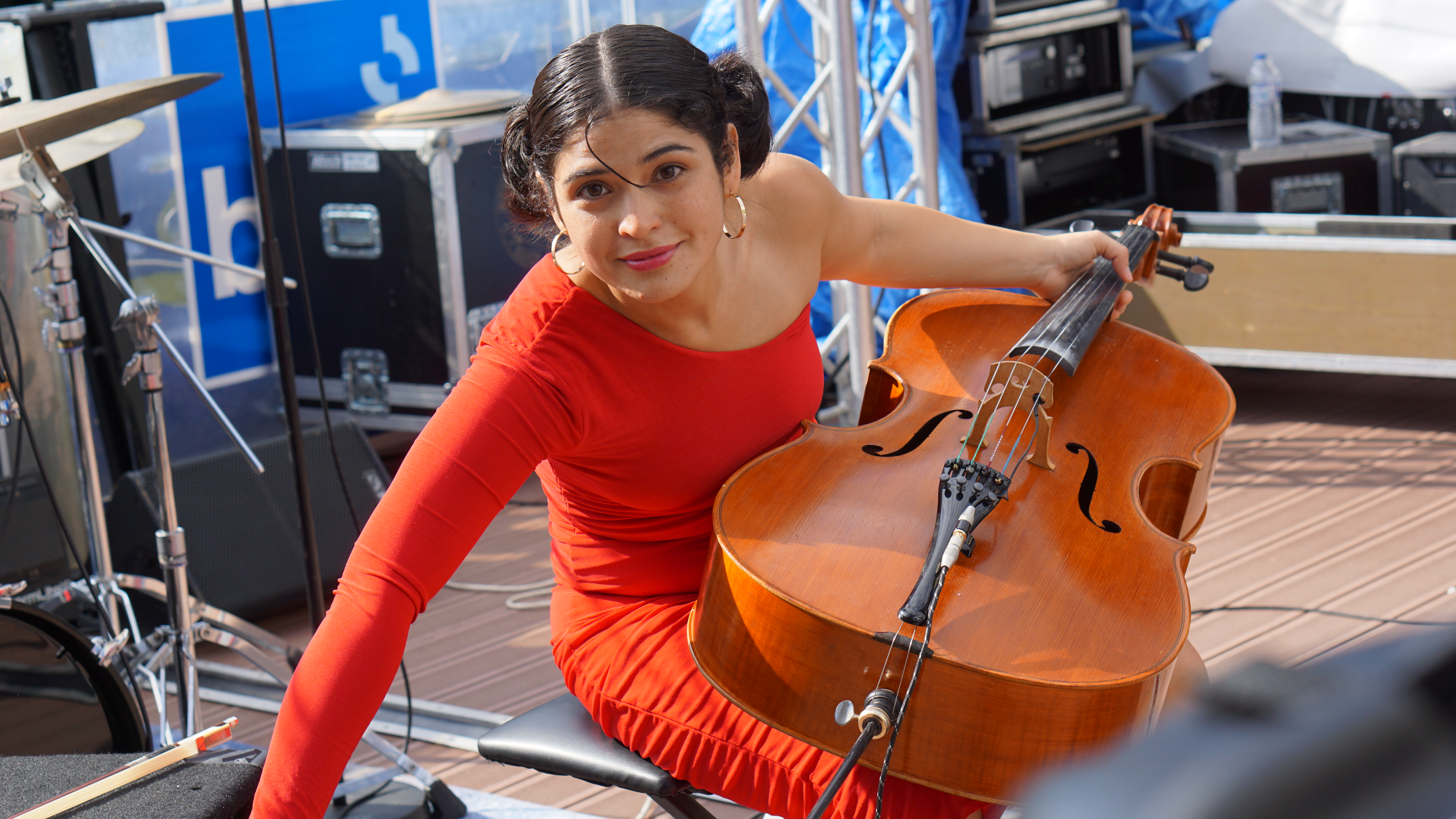
Ana Carla Maza

## Enregistrements
- 2018: Alma
- 2020 : La Flor
- 2022 : Bahia
- 2023 : Caribe